# Steve Goodrich
Steven Withington Goodrich (* 18. März 1976 in Brüssel) ist ein ehemaliger US-amerikanischer Basketballspieler.

## Laufbahn
Der in Brüssel geborene Goodrich wuchs in der Basketball-Hochburg Philadelphia im US-Bundesstaat Pennsylvania auf und spielte als Jugendlicher an der William Penn Charter School, ehe er von 1994 bis 1998 die Farben der Princeton University (Bundesstaat New Jersey) trug. In 112 NCAA-Spielen kam der 2,08 Meter große Innenspieler auf Mittelwerte von 10,8 Punkten, 3,6 Rebounds und 2,1 Korbvorlagen je Begegnung.
Goodrich setzte seine Laufbahn im Profilager fort, stand im Herbst 1998 für kurze Zeit bei Girona Gavis in der spanischen Liga ACB unter Vertrag, erzielte für die Mannschaft in fünf Partien im Schnitt 7,4 Punkte. Goodrich ging in sein Heimatland zurück und trainierte im Frühjahr 1999 bei den New Jersey Nets (NBA) mit, kam aber nicht im Spiel zum Einsatz. Im März 1999 nahm er abermals ein Angebot aus Spanien an, spielte in der unterklassigen Liga EBA für UB La Palma. In der Saison 1999/2000 stand Goodrich bei der Mannschaft Baltimore Bayrunners in der US-Liga IBL unter Vertrag und versuchte, im Vorfeld der Saison 2000/01 erneut in der NBA unterzukommen. Der Innenspieler wurde Anfang Oktober 2000 von den Chicago Bulls verpflichtet, Ende desselben Monats aber wieder aus dem Aufgebot gestrichen. Daraufhin zog es den US-Amerikaner zu Adecco Mailand nach Italien. Er lief in 24 Ligapartien auf und kam auf 9 Punkte sowie 3,1 Rebounds je Begegnung. Er verließ Mailand noch vor dem Saisonende und wurde Ende März 2001 erneut von den Chicago Bulls mit einem Vertrag ausgestattet. Er wurde in Chicago in zwölf NBA-Partien eingesetzt (1,6 Punkte, 1,8 Rebounds/Spiel), nach dem Saisonende 2000/01 erhielt er dort keinen neuen Vertrag.
Goodrich wurde im Oktober 2001 von einer anderen Mannschaft aus der NBA, den New Jersey Nets, verpflichtet. Ende des Monats trennten sich die Nets von ihm, holten ihn aber gut einen Monat später zurück. Der Innenspieler stand für New Jersey in neun Spielen auf dem Feld (0,6 Punkte, 0,6 Rebounds/Spiel), ehe er im Januar 2002 wieder gehen musste. Ihm wurde kurz danach ein Angebot vom deutschen Bundesligisten StadtSport Braunschweig unterbreitet, welches Goodrich annahm und im Februar 2002 seinen Bundesliga-Einstand für die Niedersachsen gab. Braunschweig befand sich in Abstiegsgefahr, Goodrich war erheblich daran beteiligt, dass die Mannschaft in der höchsten deutschen Spielklasse blieb. Nach Einschätzung des damaligen Braunschweiger Trainers Ken Scalabroni brachten Goodrich und Gordan Firić die Mannschaft „über den Berg“. Goodrich erzielte in 20 Bundesliga-Begegnungen für Braunschweig im Durchschnitt 14,4 Punkte sowie 5,8 Rebounds, er traf 20 Dreipunktewürfe.
Durch seine guten Bundesliga-Leistungen empfahl er sich für weitere Aufgaben im europäischen Spitzenbasketball und stand 2002/03 bei Darüşşafaka in der Türkei unter Vertrag. In der Hauptrunde kam er auf 13 Punkte und 5,1 Rebounds je Begegnung, in den vier Meisterrundenspielen, an denen Goodrich mit der Mannschaft aus Istanbul teilnahm, steigerte er seine Werte auf 19,3 Punkte sowie 7 Rebounds pro Spiel. In seinem letzten Jahr als Berufsbasketballspieler spielte der US-Amerikaner beim BK Kiew in der Ukraine.
Goodrich kehrte in die Vereinigten Staaten zurück, erlangte einen Hochschulabschluss an der University of California, Los Angeles und wurde im Bankwesen beruflich tätig. Er heiratete die Tochter des US-Senators Tom Harkin.